# Hexametilenotetramina
L'hexametilenotetramina (C₆H₁₂N₄), coneguda també com a hexamina, metenamina o urotropina és una molècula amb propietats antibiòtiques.
És una pols blanca de sabor dolç i olor amoníacal i molt soluble en aigua. Va ser, i continua sent, utilitzat com a ingredient en alguns medicaments diürètics com antibiòtic per malalties urinàries.
Es pot obtenir per reacció de gas d'amoníac o amoníac aquós de formaldehid (formol) i evaporació de la solució:
4 NH₃ + 6 CH₂O → (C₆H₂)N₄ + 6 H₂O

Reacció per obtenir hexamina.

També s'utilitza com a matèria primera per a la fabricació d'explosius diversos, com Ciclotrimetilentrinitramina (RDX), HMX o HMTD, MMAN entre d'altres. També ha sigut emprada com a conservant en la indústria alimentària (INS 239), autoritzada en la Unió Europea amb la denominació E239.